# 格勞特鎮區 (密歇根州)
格勞特鎮區（英語：Grout Township）是位於美國密歇根州格拉德溫縣的一個行政鎮區。

## 地方資料
格勞特鎮區的面積為90.11平方千米，當中陸地面積為88.53平方千米，而水域面積為1.58平方千米。根據2020年美國人口普查的數據，當地共有人口1974人，而人口密度為每平方千米21.91人。